# Nordermeldorf
Nordermeldorf est une commune de l'arrondissement de Dithmarse, dans le Land du Schleswig-Holstein.

## Géographie
Le territoire de la commune est constitué de marais maritimes proches de la mer du Nord et du parc national de la Mer des Wadden de Schleswig-Holstein.
Située au nord-ouest de Meldorf, la commune regroupe les quartiers de Barsfleth, Christianskoog und Thalingburen.

## Histoire
La commune est créée le 1er janvier 1974 par la fusion de ces quartiers.

## Source, notes et références
- (de) Cet article est partiellement ou en totalité issu de l’article de Wikipédia en allemand intitulé « Nordermeldorf » (voir la liste des auteurs).